# قطعنامه ۱۹۰۹ شورای امنیت
قطعنامه ۱۹۰۹ شورای امنیت سازمان ملل متحد که در تاریخ ۲۱ ژانویه ۲۰۱۰ تصویب شد، سندی بین‌المللی دربارهٔ بررسی وضعیت در نپال است. این قطعنامه طی نشست ۶۲۶۲ام با ۱۵ رای موافق، ۰ مخالف و ۰ ممتنع تصویب شد.